# Correcció trapezoidal

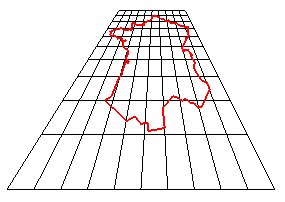
Distorsió trapezoidal

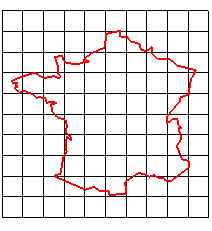
Correcció trapezoidal aplicada

La correcció trapezoidal s'utilitza per corregir la distorsió trapezoidal o efecte Keystone és a dir, la distorsió aparent d'una imatge causada en ser projectada o fotografiada en una superfície que no està perpendicular a l'eix òptic de l'aparell. En termes genèrics, és la distorsió de les dimensions d'una imatge, fent que un quadrat sembli un trapezi, semblant a la forma d'una clau de volta arquitectònica, d'aquí el nom en anglès, podent arribar a fer que un quadrat sembli un trapezoide.
L'efecte es produeix amb projectors de vídeo o de diapositives que no estan alineats exactament en angle recte amb la superfície de projecció o amb càmeres de fotos que no tenen el seu eix òptic formant un angle de 90° amb la superfície rectangular que retraten. Aleshores, la imatge apareix més ampla (o més alta) en un costat que en el costat oposat. En estereoscòpia s'utilitzen dues lents per veure la mateixa imatge del subjecte des d'una perspectiva lleugerament diferent, proporcionant una visió tridimensional del subjecte. Si les dues imatges no són exactament paral·leles, també es pot crear un efecte Keystone.

## Projectors de vídeo

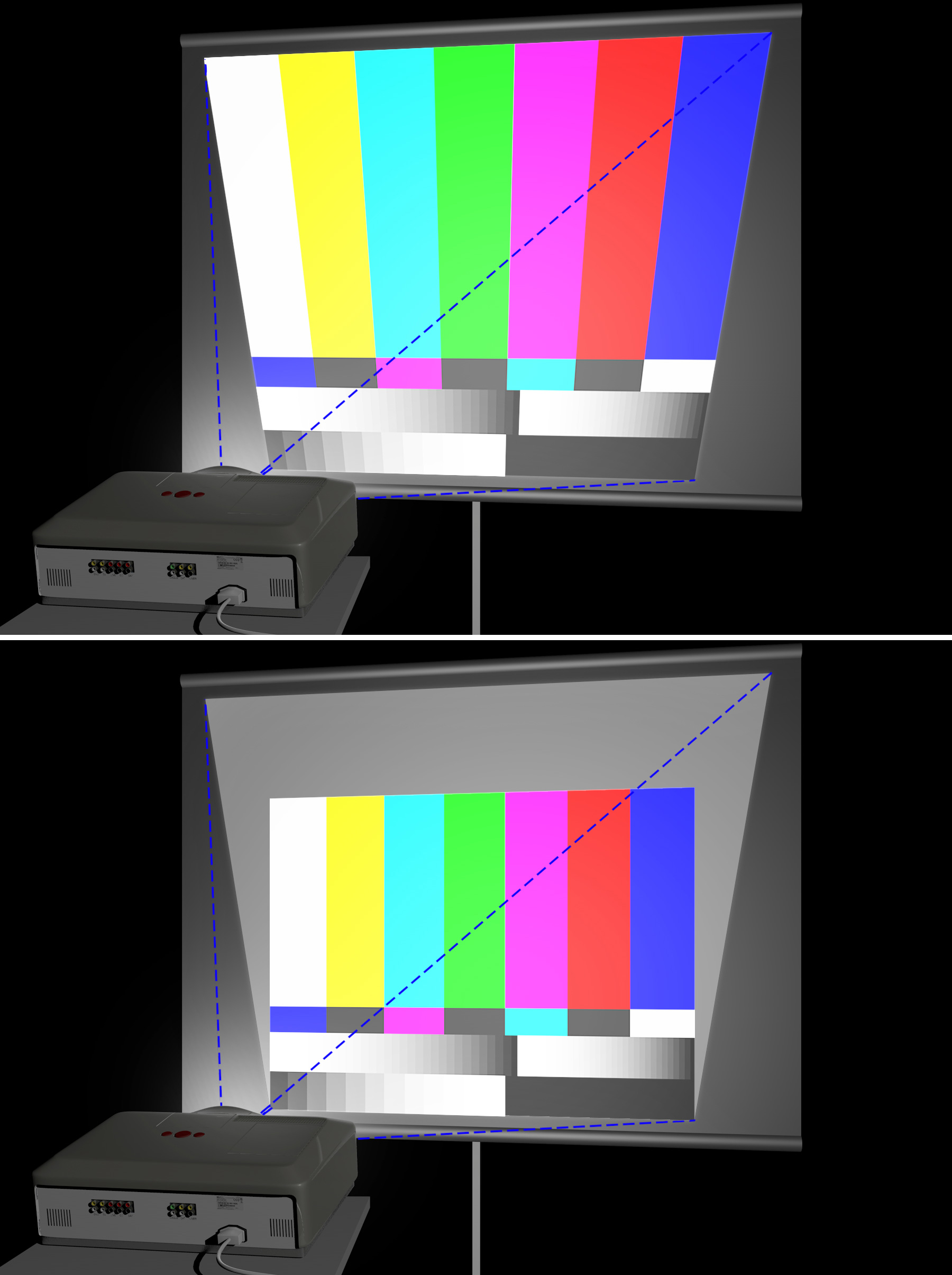
Correcció trapezoidal

En el cas concret d'un projector posat sobre una taula enfocant a una pantalla de projecció en una posició més elevada, la imatge és més gran a la part superior que a la part inferior. Fins i tot, és possible que algunes àrees de la pantalla no estiguin enfocades correctament, ja que la lent del projector només s'enfoca a la distància d'enmig de les dues.
Per exemple, en projector de vídeo amb una resolució horitzontal màxima de 800 píxels, que normalment està ocupada per la informació de la imatge, reduir l'amplada de la imatge a 750 píxels "suprimeix" la informació de 50 píxels; si hi ha línies en aquestes taules, de vegades ja no es mostren. Per cert, això vol dir que les línies rectes es mostren com a escales fines i es perd part de la sortida de llum disponible perquè els píxels de les vores de la imatge es converteixen en punts negres (que es mostren en gris clar al gràfic següent). En angles pronunciats, això pot significar que el nombre de píxels i la sortida de llum es redueixin a la meitat. La correcció es pot fer:
- Mitjançant miralls situats en un cert angle.
- Alineant el projector en angle recte amb la superfície de projecció i desplaçant la imatge movent la lent.
- Modificant la imatge amb una predistorsió "generada per micro-codi abans de projectar-la.

Si la imatge està predistorsionada, però, l'àrea de la imatge i la sortida de llum (només s'utilitza una part rectangular del trapezi) així com la informació de la imatge (mitjançant interpolació) es perden, ja que el costat suposadament "més llarg" de la imatge és comprimit sense augmentar la resolució .
Atès que en la majoria dels casos s'ha de fer una correcció a les vores superiors o inferiors (el projector està massa avall o massa amunt), alguns projectors de vídeo tenen una correcció trapezoidal automàtica : un sensor de posició dins del dispositiu detecta l'angle de la seva posició i calcula la distorsió de la imatge òptima per a una paret vertical. Tanmateix, això no funciona quan es projecta sobre una superfície inclinada.

## Escàner per al mòbil
Hi ha moltes aplicacions per al mòbil que es poden utilitzar per convertir el telèfon en un escàner que, a part d'un filtre B/N perfecte, tenen un post-processament de les fotografies per compensar les línies convergents. Hi ha aplicacions per a dispositius Android o iOS.
- Office Lens: -amb Flash fix- L'alternativa de Microsoft, capaç d'escanejar qualsevol tipus de document. Quan s'escaneja alguna cosa amb l'aplicació, es pot triar desar el fitxer a la galeria del telèfon, al núvol de OneDrive o utilitzar qualsevol aplicació d'Office. És gratuït, i té aplicacions per a IOS i Android.[4]
- Adobe Scan: -sense Flash fix- Aplicació creada per Adobe que s'integra perfectament amb totes les altres eines. Permet escanejar un o varis documents incloent imatges per convertir-los a PDF. És gratuït, i fins i tot permet reorganitzar pàgines en un escaneig múltiple. Hi ha aplicacions per a IOS i Android.[5]
- Abby FineScanner: -Flash fix- Comencem amb una aplicació menys coneguda, però més avançada . Permet escanejar textos impresos i escrits a mà amb el telèfon i desar-los en 12 formats de fitxer. Utilitza l'OCR dels documents escanejats en gairebé 200 idiomes. Hi ha aplicacions per a IOS i Android.[6]
- Google Drive: -amb Flash fix- és el servei d'emmagatzematge al núvol de Google, però l'aplicació mòbil també té la capacitat d'escanejar documents i desar-los com PDF directament a Google Drive. Cal tenir un compte de Google i, és útil, tot i que és gratuït per utilitzar a Gmail i molt poc més. Hi ha aplicacions per a IOS i Android.
- Genius Scan: -sense Flash fix- Una aplicació d'escaneig de documents que ofereix una versió gratuïta senzilla. En la versió de pagament s'integra amb molts núvols: Dropbox, Evernote, Expensify, Facebook, Google Drive, OneDrive, OneNote i fins i tot amb sistemes FTP. Hi ha aplicacions per a IOS i Android.[7]
- CamScanner: -Flash fix - "Lloguer anual" i "prova de 3 dies".. Aplicació molt completa per escanejar documents amb el telèfon, complementada també amb altres opcions com passar els documents escanejats a text. Hi ha aplicacions per a IOS i Android.[8]
- Simple Scanner: -sense Flash fix- Una aplicació molt completa, és gratuïta amb "1 línia d'anuncis". Ofereix carpetes per a una millor organització, i la possibilitat de sincronitzar els documents locals amb el núvol, inclòs iCloud. També permet fer un OCR en 60 idiomes. Hi ha aplicacions per a IOS i Android.[9]

## Correcció amb ordinador
Hi ha nombrosos programes que permeten un post-processament manual de les fotografies per compensar les línies convergents o compensar la perspectiva de fotos amb distorsió d'aquest tipus. Entre els programes que permeten l'ajust manual dels paràmetres de distorsió hi ha::
- Office Lens: -amb Flash fix- L'alternativa de Microsoft, capaç d'escanejar qualsevol tipus de document. Quan s'escaneja alguna cosa amb l'aplicació, es pot triar desar el fitxer a la galeria, al núvol de OneDrive o utilitzar qualsevol aplicació d'Office. Gratuït,discontinuat per a Windows des de 1-1-21.[4]

- Photoshop CS2 i Photoshop Elements (a partir de la versió 5) inclouen un filtre manual de correcció de la lent per a una distorsió senzilla (en coixí/canó)[11]
- Corel Paint Shop Pro Photo inclou un efecte manual de distorsió de la lent per a una distorsió senzilla (en canó, en ull de peix, esfèrica i en coixí).
- GIMP inclou la correcció manual de la distorsió de la lent (a partir de la versió 2.4).
- PhotoPerfect té funcions interactives per a l'ajust general del coixí i per a serrells (ajust de la mida de les parts de la imatge vermella, verda i blava).
- Hugin es pot utilitzar per corregir la distorsió, encara que aquesta no és la seva aplicació principal.[12]
- ImageMagick pot corregir diverses distorsions; per exemple, la distorsió d'ulls de peix de la popular càmera GoPro Hero3+ Silver es pot corregir amb l'ordre:convert distorted_image.jpg -distort barrel "0.06335 -0.18432 -0.13009" corrected_image.jpg.[13]

A part d'aquests sistemes que corregeixen les imatges, n'hi ha alguns que també ajusten els paràmetres de distorsió dels vídeos:
- FFMPEG utilitzant el filtre de vídeo "correcció de lents".[14]
- Blender utilitzant l'editor de nodes per inserir un node "Distorsió/Distorsió de la lent" entre els nodes d'entrada i de sortida.